# Gâlgău
Gâlgău is een Roemeense gemeente in het district Sălaj.

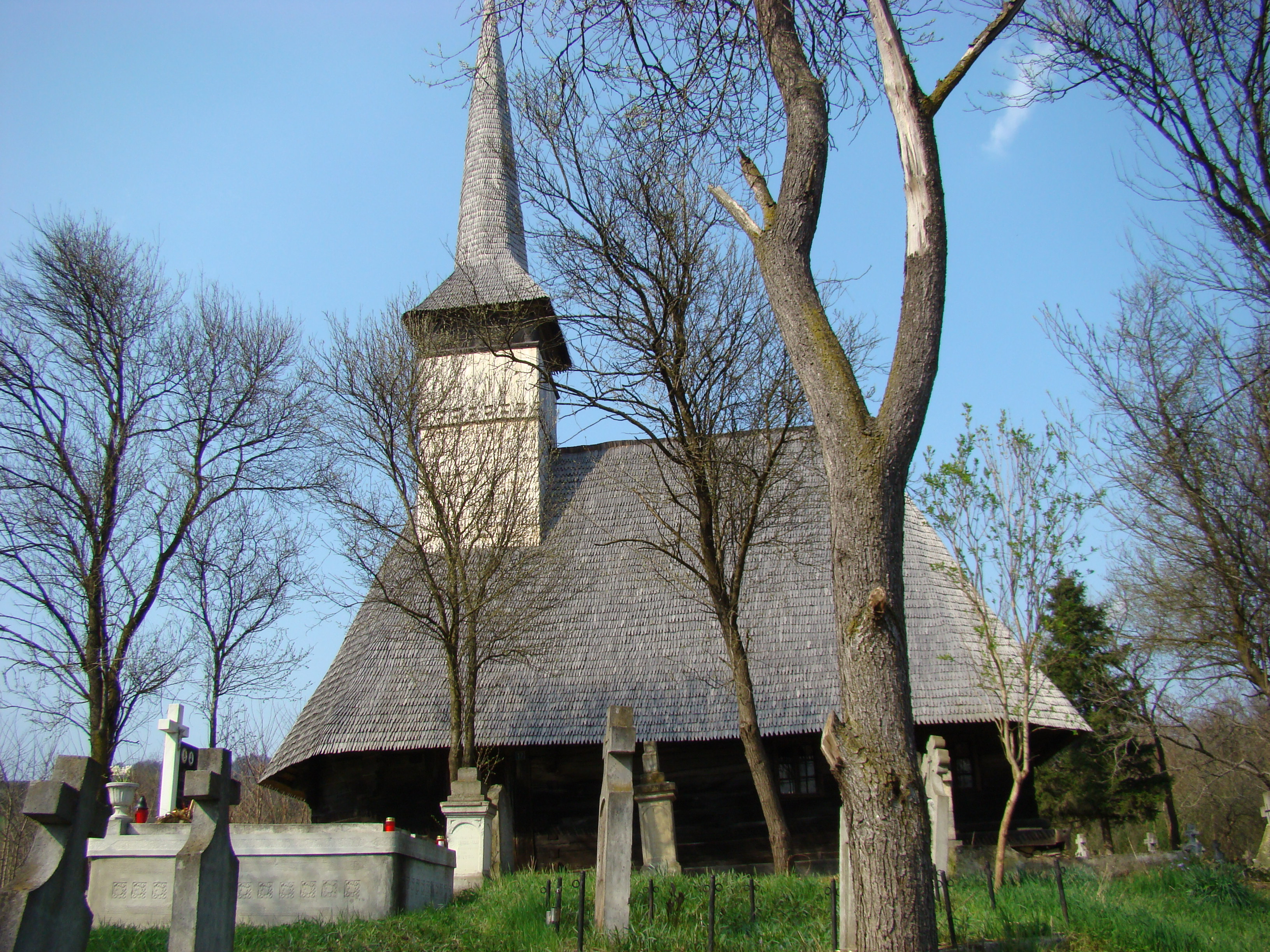

Gâlgău telt 2567 inwoners.